# Juan Alfonso de la Cerda
Juan Alfonso de la Cerda (Francia, 1295-¿?, 7 de agosto de 1347). II señor de Gibraleón en 1320 y El Real de Manzanares en 1335, y I señor de Huelva en 1342. Era hijo de Alfonso de la Cerda, llamado el Desheredado, y de Mahalda de Brienne-Eu.

## Biografía
Vivió en Portugal hasta 1337, en que regresó a Castilla por la guerra con Portugal.
Se encontró al servicio de Alfonso XI de Castilla en el socorro de Gibraltar en 1333 y en el sitio de Algeciras en 1344. 
Recibió sepultura con su primera esposa, María Alfonso, en el monasterio de Santo Domingos en Santarén.

## Matrimonios y descendencia
Contrajo matrimonio antes de 1317 en Santarém con María Alfonso de Portugal (m. antes de 1340), hija natural del Dionisio I de Portugal y de Marina Gomes, con quien fue padre de: 
- Beatriz de la Cerda (c. 1311-después de 1325), concertado su matrimonio con el infante Pedro de Aragón, fallecido en 1325.[1]

- Alfonso de la Cerda (Portugal, 1313-Quimperlé, 1342), armado caballero por su tío Luis de la Cerda, falleció en 1342 en acción de guerra durante la guerra de sucesión bretona.[1]

El 24 de mayo de 1340, viudo, se casó en Gibraleón con María Fernández de Luna, viuda de Juan Alfonso de Haro, señor de los Cameros, fallecido en 1333, hija de Artal de Luna y Urrea (? - Cerdeña, 1324), III señor de Luna, y de su primera mujer Constanza Pérez de Aragón, II señora de Segorbe, hija de Jaime de Aragón (c. 1255 - 22 de mayo de 1285), I señor de Segorbe (hijo bastardo de Pedro III de Aragón y de María Nicolau), y de su mujer Sancha Fernández, sin descendencia.